# Margaret Gurney
 Margaret Gurney (* 28. Oktober 1908 in Washington, D.C.; † 19. März 2002 in Quilcene, Washington) war eine US-amerikanische Mathematikerin, Statistikerin und Computerprogrammiererin.

## Leben
Gurney studierte 1926 nach dem Abschluss der High School mit einem Stipendium am Swarthmore College, wo sie 1930 ihr Bachelor-Studium in Mathematik, Physik und Astronomie mit Auszeichnung abschloss. Anschließend erwarb sie 1931 einen Masterabschluss an der Brown University und reiste von 1932 bis 1933 als Stipendiatin an die Georg-August-Universität in Göttingen. 1934 promovierte sie an der Brown University bei Jacob Tamarkin mit der Dissertation Some General Existence Theorems for Partial Differential Equations of Hyperbolic Type. Von 1935 bis 1938 unterrichtete sie an Schulen in Pennsylvania und in Connecticut. 1938 arbeitete sie dann zunächst als statistische Beraterin und ab 1940 als Wirtschaftswissenschaftlerin für das Budget Bureau. Sie wechselte 1944 zum United States Census Bureau, wo sie bei der Planung stichprobenbasierter Erhebungen beteiligt war und implementierte ihre Methoden auf dem UNIVAC I, dem ersten kommerziellen Computer in den USA. Ab 1961 und bis zu ihrem Ruhestand war sie auch als internationale statistische Beraterin tätig und unterrichtete statistische Methoden und Agrarstatistik in Entwicklungsländern in Zusammenarbeit mit dem Bureau of Labour Statistics des US-amerikanischen Arbeitsministeriums. Sie begann diese Arbeit in Puerto Rico und setzte sie später in Mittel- und Südamerika, Afrika und Südostasien fort.

## Auszeichnungen
- 1966: Silbermedaille des US-Handelsministeriums
- 1968: Fellow der American Statistical Association

## Veröffentlichungen (Auswahl)
- Gurney, Margaret: „Cesàro summability of double series“, Bulletin of the American Mathematical Society, 38, 1932
- Hansen, Morris H.; Hurwitz, William N.; Gurney, Margaret: „Problems and methods of the sample survey of business“, Journal of the American Statistical Association, 41, 1946
- Dalenius, Tore; Gurney, Margaret:  „The problem of optimum stratification. II“, Scandinavian Actuarial Journal, 1951
- Gurney, Margaret; Daly, Joseph F.: „A multivariate approach to estimation in periodic sample surveys“, Proceedings of the Social Statistics Section, American Statistical Association, 1961
- Gurney, Margaret; Jewett, Robert S.: „Constructing orthogonal replications for variance estimation“, Journal of the American Statistical, 1975